# نو تشارنوفو
نو تشارنوفو [ˈnɔvɛ t͡ʂarˈnɔvɔ] (أو تشارنوفو الجديدة) هي قرية في مقاطعة غمينا غريفينو, ضمن مقاطعة غريفينو، محافظة غرب بوميرانيا، في شمال غرب بولندا، بالقرب من الحدود مع ألمانيا. تقع تحديداً على بعد 8 كيلومترات جنوب غريفينو و27 كيلومتراً جنوب العاصمة الإقليمية شتتين.
حتى عام 1945، كانت المنطقة جزءاً من ألمانيا، عندما نقلت الحدود البولندية إلى نهر أودر وطُرد السكان الألمان. يبلغ عدد سكان القرية حوالي 660 نسمة. بالقرب من القرية، تقع محطة دولنا أودرا لتوليد الطاقة. كما تقع بجوارها غابة من أشجار الصنوبر الملتوية معروفة باسم الغابة الملتوية..